# Менделевич, Эммануил Соломонович
Эммануил Соломонович Менделе́вич (27 февраля 1952, Орёл — 11 января 1999, там же) — советский и российский историк и литературовед, журналист, религиовед. С 1989 года — корреспондент и политобозреватель правозащитной газеты «Экспресс-Хроника».

## Основные работы
- «Предания и мифы Ветхого Завета» (1980)
- «Прочитаем Евангелия вместе» (1982)
- «Еврейская история в мировом историческом процессе» (1996)
- «История в поэтическом мире Максимилиана Волошина» (изд. 2004)
- «Пойми простой урок моей земли…» (Статьи о Максимилиане Волошине) (изд. 2001)
- «Исторические и социальные взгляды Ивана Ефремова» (1989)
- «Свастика над городом первого салюта (процесс баркашовцев в Орле)» (1998)